# Vomeronasální receptor
Vomeronasální receptor  je čichový receptor pro feromony umístěný u savců především v jacobsonově orgánu na spodní části nosní přepážky.
Vomeronasální receptor má většina obojživelníků, plazů a  savců, chybí u ptáků a lidoopů. Role jacobsonova orgánu u lidí při detekci feromonů je sporná, je však přítomen v plodu. Byly nalezeny tři odlišné skupiny vomerosanálních receptorů  (V1Rs, V2Rs and V3Rs) jako receptory spřažené s G proteinem.